# Alegre Juventud (cómic)
Alegre Juventud (陽あたり良好! Hiatari Ryōkō?) es un manga romántico de secundaria de Mitsuru Adachi. Fue publicado por Shogakukan entre 1980 y 1981 en la revista Shōjo Comic y recopilado en cinco volúmenes de tankōbon. Más tarde se adaptó a una serie dramática de televisión de acción real, una serie de televisión de anime y una secuela de película de anime de la serie de televisión. El título se traduce aproximadamente como ¡Qué día soleado!.

## Sinopsis
La historia se centra en las relaciones de Kasumi Kishimoto, un estudiante de secundaria. Cuando ingresa a la escuela secundaria Myōjō, se muda a la pensión de su tía, donde cuatro niños que asisten a la escuela secundaria son inquilinos. A pesar de su firme determinación de mantenerse leal a su novio, que está estudiando en el extranjero, Kasumi se enamora lentamente de uno de los internos, Yūsaku.

## Voz japonesa
- Kasumi Kishimoto: Yumi Morio
- Yūsaku Takasugi: Yuji Mitsuya
- Takashi Ariyama: Kobuhei Hayashiya
- Shin Mikimoto: Kaneto Shiozawa
- Makoto Aido: Katsuhiro Nanba
- Chigusa Mizusawa: Kazue Komiya
- Katsuhiko Muraki: Kazuhiko Inoue
- Keiko Seki: Hiromi Tsuru
- Masato Seki: Hirotaka Suzuoki
- Taisuke: Eriko Senbara
- Maria Ohta: Miina Tominaga
- Shinichiro Ohta: Shigeru Chiba
- Sakamoto: Hideyuki Tanaka

## Voz español
- Adahara: Adelaida López
- Guille: Iván Jara
- Diego: Alfonso Laguna
- Diana: Ana Maria Mari
- Nacho: Eduardo Gutiérrez
- Roberto: Lorenzo Beteta
- Maria: Pilar González Aguado
- Entrenador: Eduardo Gutierrez

## Anime
La serie de televisión de anime consistió en 48 episodios de media hora hechos para Fuji TV, que se transmitieron del 29 de marzo de 1987 al 20 de marzo de 1988.
- Datos: Q398146